# Intrusione di Skaergaard

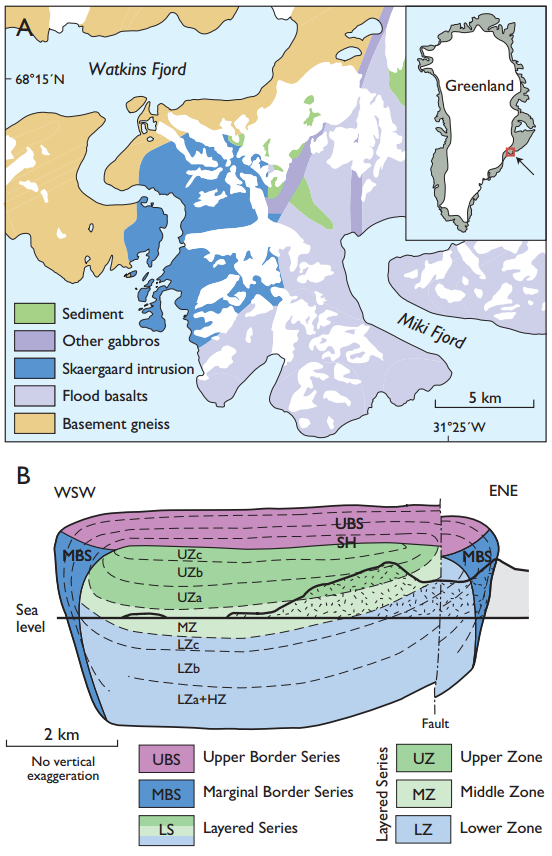
Mappa e sezione trasversale dell'intrusione di Skaergaard.

L'intrusione di Skaergaard è un'intrusione mafica stratificata presente nella zona del fiordo di Kangerlussuaq, nella Groenlandia orientale. L'intrusione comprende vari tipi di rocce, incluse gabbri, ferro dioriti, anortositi e granofiri.
Scoperta da Lawrence Wager nel 1931 durante la spedizione britannica per una rotta aerea Artica, al comando di Gino Watkins, lo studio dell'intrusione è stato di fondamentale importanza per lo sviluppo dei concetti chiave della petrologia magmatica, inclusi la differenziazione magmatica, la cristallizzazione frazionata e lo sviluppo della stratificazione.
L'intrusione di Skaergaard si è formata circa 55 milioni di anni fa quando del magma tholeiitico è risalito fin dal mantello durante l'iniziale apertura dell'Oceano Atlantico settentrionale per poi raffreddarsi lentamente. Il corpo dell'intrusione rappresenta infatti un singolo getto di magma che si è poi cristallizzato dal basso verso l'alto e dall'alto verso il basso. L'intrusione è caratterizzata da una stratificazione eccezionalmente ben sviluppata di rocce cumulate definite dalla variazione della presenza di cristalli di olivine, pirosseni, plagioclasi e magnetiti.
Questa formazione geologica è forse il più semplice ed il più piccolo di un gruppo di complessi gabbrici risalenti alla stessa epoca e presenti lungo la costa centrale della Groenlandia orientale che, assieme a plateau basaltici coevi, fanno parte della grande provincia ignea dell'Atlantico settentrionale.